# Дмитро (Ґрещук)
Дмитро́ Мартин Ґрещу́к (7 листопада 1923, Іннісфрі, Альберта, Канада — 8 липня 1990, Едмонтон) — єпископ Едмонтонський Української греко-католицької церкви (1986–1990).

## Життєпис
Дмитро Ґрещук народився 7 листопада 1923 року в місцевості Іннісфрі, Альберта. Вивчав богослов'я в семінарії святого Августина в Торонто. 11 червня 1950 року в Едмонтоні прийняв ієрейські свячення з рук єпископа Ніля Саварина. Виконував душпастирські обов'язки в парафіях: святого Володимира та Успення Пресвятої Діви Марії в Едмонтоні (1950—1956); Пресвятої Євхаристії в Едмонтоні (1956—1959); кафедральний собор святого Йосафата в Едмонтоні (1959—1968), святого Стефана в Калгарі (1968—1974).
27 червня 1974 року Папа Римський Павло VI призначив священика Дмитра Ґрещука єпископом-помічником Едмонтонської єпархії, титулярним єпископом Назіанзу. Архієрейська хіротонія відбулася 3 жовтня 1974 року. Головним святителем був єпископ Ніль Саварин, а співсвятителями — єпископи Ісидор Борецький і Андрій Роборецький. 28 квітня 1986 року Папа Іван Павло II призначив його правлячим єпископом Едмонтонської єпархії.
Помер 8 липня 1990 року внаслідок інфаркту. Похований на цвинтарі святого Михаїла в Едмонтоні.